# Schwyz
Schwyz  je glavni grad švicarskog kantona Schwyz

## Stanovništvo
Grad ima 14 331 stanovnika (stanje na dan 31. prosinca 2011.).

## Vanjske poveznice
- Službene stranice grada  Arhivirana inačica izvorne stranice od 5. ožujka 2013. (Wayback Machine) (njem.)